# Phyllomyza equitans
Phyllomyza equitans är en tvåvingeart som först beskrevs av Friedrich Georg Hendel 1919.  Phyllomyza equitans ingår i släktet Phyllomyza och familjen sprickflugor. Arten är reproducerande i Sverige. Inga underarter finns listade i Catalogue of Life.